# Vanja Blomberg
Vanja Hedvig Desideria Blomberg, née le 28 janvier 1929 à Göteborg, est une gymnaste artistique suédoise. 

## Palmarès

### Jeux olympiques
- Helsinki 1952
  -  médaille d'or aux exercices d'ensemble avec agrès portatifs par équipes

### Championnats du monde
- Bâle 1950
  -  médaille d'or par équipes